# Мадсен, Ганс
Ганс Мёйленгракт Мадсен (дат. Hans Meulengracht Madsen; 9 сентября 1885, Вайле — 7 октября 1966, Гентофте, Копенгаген) — датский яхтсмен, серебряный призёр летних Олимпийских игр 1912 года в классе 6 метров. Брат Свенда Мадсена и Виго Мадсена, гимнастов.